# Robert Marshak
Robert Eugene Marshak (né le 11 octobre 1916 et mort le 23 décembre 1992) est un physicien et écrivain scientifique américain, qui a été président du City College of New York.

## Biographie
Robert Eugene Marshak naît dans le Bronx à New York le 11 octobre 1916. Ses parents, Harry et Rose Marshak, sont des immigrants de Minsk. Il étudie au City College of New York pendant un semestre, puis obtient une bourse Pulitzer qui couvre tous ses frais d'études à temps plein à l'université Columbia.
En 1939, Marshak obtient son PhD de l'université Cornell. Avec son superviseur de thèse, le physicien Hans Bethe, il découvre plusieurs aspects de la fusion lorsqu'une étoile naît. Cette expérience est mise à profit lorsqu'il est recruté par le futur laboratoire national de Los Alamos dans le cadre du Projet Manhattan pendant la Seconde Guerre mondiale. À cette époque, il met au point un modèle pour les ondes de chocs qui se développent dans les substances qui atteignent de très haute température pendant une explosion nucléaire ; elles sont nommées « ondes de Marshak ».
Après la Seconde Guerre mondiale, Marshak est engagé comme professeur de physique à l'université de Rochester, où il est nommé chef du département en 1950
En juin 1947, lors de la Shelter Island Conference (en), Marshak présente son hypothèse des deux mésons sur la particule pion, qui ont été découverts peu après. Trois ans plus tard, Marshak organise la Rochester Conference en tant que chef du département de physique de son université. Plus tard, elle est devenue connue sous le nom de l'International Conference on High Energy Physics (en).
En 1957, Marshak et George Sudarshan proposent un lagrangien V-A (« vecteur » moins « vecteur axial ») pour les interactions faibles, qui pave la voie à la future théorie électrofaible. Cette théorie a été proposée par Richard Feynman et Murray Gell-Mann, tous deux recevant un prix Nobel de physique pour leurs travaux. Sudarshan a déclaré que Gell-Mann a appris cet outil théorique de lui lors d'une Rochester Conference. Pour sa part, Feynman a appris l'existence de cet outil en échangeant avec Marshak lors d'une conférence. En 1963, Feynman reconnaît la contribution de Marshak et Sudarshan, affirmant que le lagrangien V-A a été découvert par Sudarshan et Marshak et largement diffusé par Gell-Mann et lui-même.
En 1970, Marshak quitte l'université de Rochester pour occuper le poste de président du City College of New York. En 1991, il quitte ce poste pour être un Distinguished Professor de Virginia Tech. Il prend sa retraite la même année.
Marshak meurt par noyade à Cancún au Mexique le 23 décembre 1992.
Marshak a partagé le J. Robert Oppenheimer Memorial Prize de 1982 avec Maurice Goldhaber. L'année suivant, il est nommé président de l'American Physical Society, ayant auparavant servi sur son conseil d'administration (de 1965 à 1969), comme président de la division sur les particules et les champs (de 1969 à 1970) et comme vice-président. En plus de Sudarshan, il a supervisé les études doctorales de Rabindra Mohapatra (en) et Tullio Regge.

## Publications
(Liste incomplète)
- (en) Robert E. Marshak, Meson Physics, New York, McGraw-Hill, 1952 (OCLC 459312979)
- (en) Robert E. Marshak, T. K. Radha et K. Raman, Theory of Weak Interactions of Elementary Particles, Madras, Institute of Mathematical Sciences à Chennai, 1963 (OCLC 474785)
- (en) Robert E. Marshak, J. Warren Blaker, Hans Bethe et al., Perspectives in Modern Physics: Essays in Honor of Hans A. Bethe on the Occasion of His 60th Birthday, July 1966, New York, Interscience Publishers, 1966 (OCLC 418981)
- (en) Robert E. Marshak, Riazuddin et Ciaran P. Ryan, Theory of Weak Interactions in Particle Physics, New York, Wiley-Interscience, 1969 (OCLC 977600031)
- (en) Robert E. Marshak et Gladys Wurtemberg, Academic Renewal in the 1970s : Memoirs of a City College President, Washington, D.C., University Press of America, 1982 (ISBN 0819127795, 9780819127792, 0819127809 et 9780819127808, OCLC 8763508)
- (en) Robert E. Marshak, Conceptual Foundations of Modern Particle Physics, Singapour, World Scientific, 1993 (ISBN 9810210981, 9789810210984, 9810211066 et 9789810211066, OCLC 925757241)